# Salustia
Salustia – imię żeńskie pochodzenia łacińskiego, oznaczająca "tę, która jest zdrowa". Patronką tego imienia jest św. Salustia, wspominana razem ze swym małżonkiem, św. Cerealisem.
Salustia imieniny obchodzi 14 września.